# Abel Jenukidse

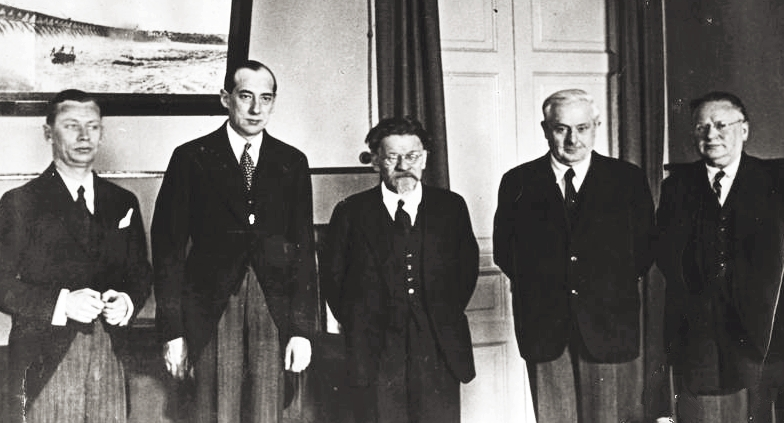
Jenukidse (2. von rechts) mit Kalinin und Litwinow beim Empfang einer polnischen Delegation

Abel Jenukidse (georgisch აბელ ენუქიძე, IPA: [ˈɑbɛl.ˈɛnukʰid͜zɛ]; russisch Авель Сафронович Енукидзе/Awel Safronowitsch Jenukidse; * 7. Maijul. / 19. Mai 1877greg.; † 30. Oktober 1937) war ein sowjetischer Politiker georgischer Herkunft.

## Leben
Abel Jenukidse war ein Verwandter Josef Stalins und seiner ersten Frau Ketewan Swanidse. Wie auch Stalin besuchte Jenukidse das orthodoxe Priesterseminar in Tiflis. Er war ein Bolschewik der ersten Stunde. Mit Lado Ketskhoveli druckte er auf einer versteckten Presse die Zeitung Proletariatis Brdsola (Proletarischer Kampf). Von 1918 bis 1922 war er Sekretär des Allrussischen Zentralen Exekutivkomitees. Jenukidse kannte die Familie Stalins und Sergei Allilujews aus Georgien, wo er mit ihnen zusammengearbeitet hatte. Er gehörte zum inneren Kreis der Nomenklatura der Stalinzeit.
Auch der zweiten Frau Stalins, Nadeschda Allilujewa, stand Jenukidse nahe. Er war ihr Taufpate und Trauzeuge. Am Abend vor ihrem Tod hatte er mit ihr getanzt und danach als erster ihre Leiche gesehen.
Jenukidse war ein Freund Stalins. Stalin und er verbrachten häufig zusammen ihren Urlaub. Doch Jenukidse hatte zwei „Fehler“: Er wusste, wen Stalin auf dem Weg zur Alleinherrschaft zur Strecke gebracht hatte, und er äußerte mehrmals eine eigene Meinung. Im Juli 1935 wurde Jenukidse vom Plenum des Zentralkomitees aller Posten enthoben und aus der Partei ausgeschlossen. 1936 bestimmte Stalin ihn als Ersten aus seinem inneren Zirkel für die Liquidierung. Am 11. Februar 1937, während der großen Terrorwelle, wurde er verhaftet, vor Gericht gestellt, am 29. Oktober 1937 zum Tode verurteilt und am folgenden Tag hingerichtet.